# Trofeo Ciudad de Brescia
El Trofeo de Ciudad de Brescia es una carrera ciclista italiana que se disputa en Brescia (Lombardía) y sus alrededores.
Creada en 1997 como amateur, desde la creación de los Circuitos Continentales UCI en 2005 formó parte del UCI Europe Tour, dentro de la categoría 1.2 (última categoría del profesionalismo) hasta que desde 2011 volvió a ser amateur. En 2017 volvió a formar parte del UCI Europe Tour en la misma categoría que antaño.
Está organizada por el Gruppo Sportivo Città di Brescia.

## Palmarés
En amarillo: edición amateur.
| Año       | Ganador                 | Segundo           | Tercero             |
| --------- | ----------------------- | ----------------- | ------------------- |
| 1997      | Gerrit Glomser          |                   |                     |
| 1998      | Francesco Pasquini      |                   |                     |
| 1999      | Luca Paolini            |                   |                     |
| 2000      | Antonio Salomone        |                   |                     |
| 2001      | Markus Knopfle          |                   |                     |
| 2002      | Simone Lo Vano          |                   |                     |
| 2003      | Roberto Savoldi         | Mark Renshaw      | Claudio Corioni     |
| 2004      | Claudio Corioni         | Aristide Ratti    | Denis Shkarpeta     |
| 2005      | Matteo Bono             | Alejandro Borrajo | Francesco Reda      |
| 2006      | Roberto Ferrari         | Matthew Goss      | Roberto Longo       |
| 2007      | Luca Gasparini          | Fabio Donesana    | Cesare Benedetti    |
| 2008      | Giuseppe De Maria       | Giovanni Carini   | Bostjan Rezman      |
| 2009      | Andrea Palini           | Andrea Pasqualon  | Mirko Battaglini    |
| 2010      | Manuele Boaro           | Elia Favilli      | Federico Rocchetti  |
| 2011      | Enrico Battaglin        | Moreno Moser      | Nicola Boem         |
| 2012      | Davide Villella         | Nicola Ruffon     | Thomas Fiumana      |
| 2013      | Ivan Balykin            | Michele Simoni    | Nicola Ruffoni      |
| 2014      | Marco Tizza             | Gianluca Milani   | Andrea Toniatti     |
| 2015      | Gian Marco Di Francesco | Mirco Maestri     | Marco Tizza         |
| 2016      | Alessandro Bresciani    | Nicola Gaffurini  | Matteo Moschetti    |
| 2017      | Nikolai Shumov          | Nicolò Rocchi     | Filippo Tagliani    |
| 2018      | Filippo Rocchetti       | Nicola Gaffurini  | Simone Ravanelli    |
| 2019      | Daniel Smarzaro         | Luca Mozzato      | Andrea Toniatti     |
| 2020-2021 | No se disputó           | No se disputó     | No se disputó       |
| 2022      | Riccardo Verza          | Lorenzo Quartucci | Francesco Di Felice |
| 2023      | Federico Guzzo          | Matteo Zurlo      | Edoardo Zamperini   |
| 2024      | Manuel Oioli            | Andrii Ponomar    | Federico Guzzo      |
| 2025      | Giovanni Bortoluzzi     | Alexandre Balmer  | Riccardo Lorello    |

## Palmarés por países
| País        | Victorias |
| ----------- | --------- |
| Italia      | 23        |
| Austria     | 1         |
| Alemania    | 1         |
| Rusia       | 1         |
| Bielorrusia | 1         |